# Pędnik gazoodrzutowy
Pędnik gazoodrzutowy (także: pędnik gazodynamiczny) – pędnik okrętowy, w którym czynnikiem wytwarzającym siłę poruszającą jednostkę pływającą jest mieszanina gazów (spalin i pary wodnej) wyrzucana poza kadłub. Prace nad pędnikami tego typu prowadzone są od połowy XX wieku.